# ليندسي نيلسون
ليندسي نيلسون (بالإنجليزية: Lindsey Nelson)‏ هو معلق رياضي أمريكي، ولد في 25 مايو 1919 في بولاسكي في الولايات المتحدة، وتوفي في 10 يونيو 1995 في أتلانتا في الولايات المتحدة بسبب مرض باركنسون.